# سیف الاسلام (شیمی‌دان)
سیف الاسلام (به انگلیسی: Saiful Islam) (زاده ۱۴ اوت ۱۹۶۳) یک شیمی‌دان انگلیسی و استاد شیمی مواد در دانشگاه باث است. او در سال ۲۰۱۳ موفق به دریافت جایزه وولفسون انجمن سلطنتی (Royal Society Wolfson Research Merit Award) شد.
او در پژوهش‌هایش از تکنیک‌های پیشرفته مدل‌سازی رایانه‌ای برای به‌دست آوردن درکی از مقیاس اتمی در مورد مواد جدید به‌منظور استفاده در انرژی‌های پاک مانند باتری‌های یون‌لیتیم، سلولهای سوختی اکسید جامد و سلول‌های خورشیدی پروسکایت استفاده می‌کند.